# Europees kampioenschap basketbal mannen 1979
Eurobasket 1979 is het 21e gehouden Europees Kampioenschap basketbal. Eurobasket 1979 werd georganiseerd door FIBA Europe. Twaalf landen die ingeschreven waren bij de FIBA, namen deel aan het toernooi dat gehouden werd in 1979 in Italië. Het basketbalteam van de Sovjet-Unie won in de finale van het toernooi met 98-76 van Israël, waarmee het de uiteindelijke winnaar van Eurobasket 1979 werd. De strijd om de derde en vierde plaats werd beslecht door Joegoslavië en Tsjechoslowakije. Joegoslavië won met 99-92.

## Eindklassement
1. Sovjet-Unie
2. Israël
3. Joegoslavië
4. Tsjecho-Slowakije
5. Italië
6. Spanje
7. Polen
8. Frankrijk
9. Griekenland
10. Nederland
11. Bulgarije
12. België

| Eurobasket 1979 winnaar    |
| -------------------------- |
| Sovjet-Unie Twaalfde titel |

## Individuele prijzen

### MVP (Meest Waardevolle Speler)
- Miki Berkovich

### All-Star Team
- Sergej Belov
- Dragan Kićanović
- Miki Berkovich
- Krešimir Ćosić
- Vladimir Tkatsjenko